# Province de Đồng Nai
Đồng Nai est une province de la région du sud-est du Viêt Nam. Sa capitale est Biên Hòa. Elle doit son nom au fleuve Dong Nai.

## Géographie
La province se trouve à l'est et au sud-est d'Hô Chi Minh-Ville. 
Jusqu'en 1647, avant la colonisation vietnamienne, la région faisait partie du royaume khmer sous le nom de Kâmpéâp Srâkatrey (កំពាប់ស្រកាត្រី). 
Depuis 1647, les Khmer Krom l'appellent Changva Trapeang (ចង្វាត្រពាំង), les gougeons des étangs. 

## Administration

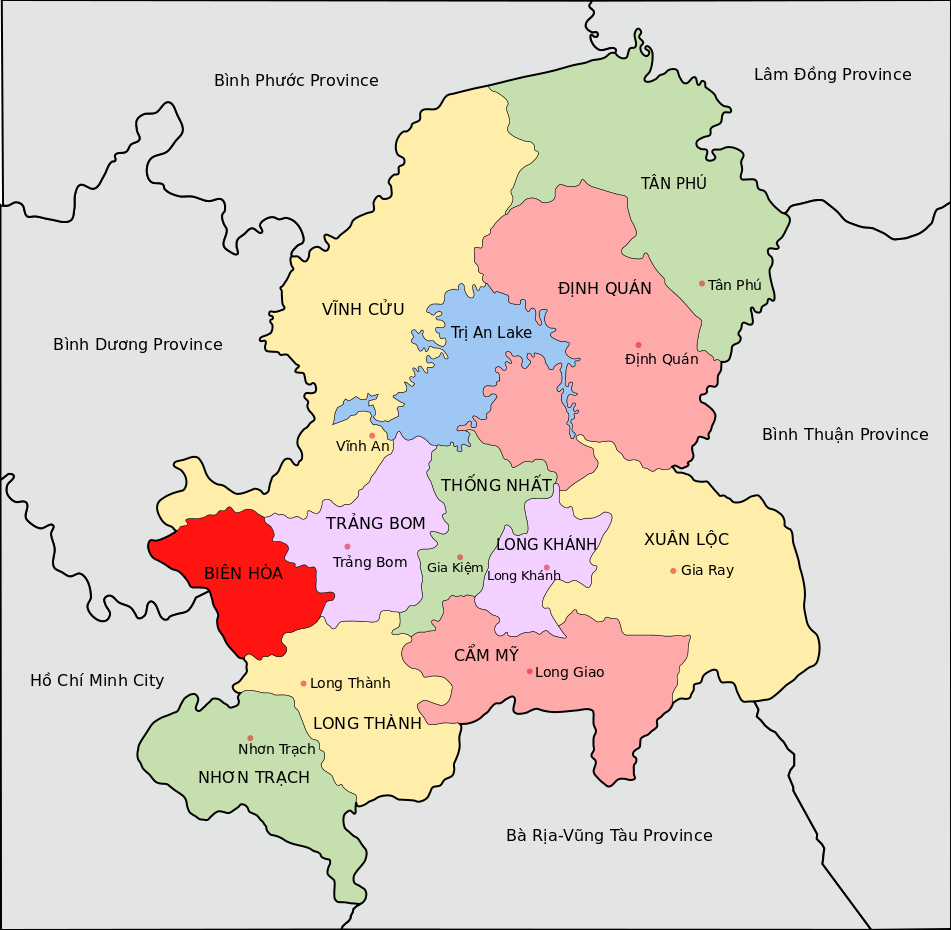
Les districts de la province de Đồng Nai.

La province est divisée en plusieurs districts :
- Cẩm Mỹ ;
- Định Quán ;
- Long Khánh ;
- Long Thành ;
- Nhơn Trạch ;
- Tân Phú ;
- Thống Nhất ;
- Trảng Bom ;
- Vĩnh Cửu ;
- Xuân Lộc.

## Population
Đồng Nai est l'une des provinces les plus peuplées du Viêt Nam avec une population de 2 665 100 habitants in 2011, ce qui la place au cinquième rang. Sa population s'accroît rapidement : de 1,95 % en 2005, entre 2,5 % et 3,5 % entre 2008 et 2010 et de 3,5 % en 2011, grâce à l'apport d'une main d'œuvre immigrée d'autres provinces. 
Cette province est la deuxième derrière celle de Binh Duong en ce qui concerne l'accroissement de population et l'immigration. 
Elle est surtout composée de l'ethnie Kinh (Viet), avec quelques minorités chinoise, Nung, Tày et Cham.